# Othmar Peter Hartmann
Othmar Peter Hartmann (* 1. September 1898 in Wien; † 5. Dezember 1973 in Langen) war ein österreichischer Maler.

## Leben
Othmar Peter Hartmann bildete sich als Fabriksarbeiter zunächst autodidaktisch weiter. Nach dem Ersten Weltkrieg bestand er die Aufnahmeprüfung in die Akademie der bildenden Künste und wurde Schüler von  Hans Tichy. Für seine Werke erhielt er bald Auszeichnungen. Von ihm stammt das Mozartquartett für die Mozart-Gedenkstätte der Städtischen Sammlungen.

## Werke
- Porträt Bundeskanzler Ernst Streeruwitz, 1951, Öl auf Leinwand, Heeresgeschichtliches Museum, Wien.
- Die Gemeinderatssitzung am 21. September 1923 unter Bürgermeister Reumann